# Aniela Salawa

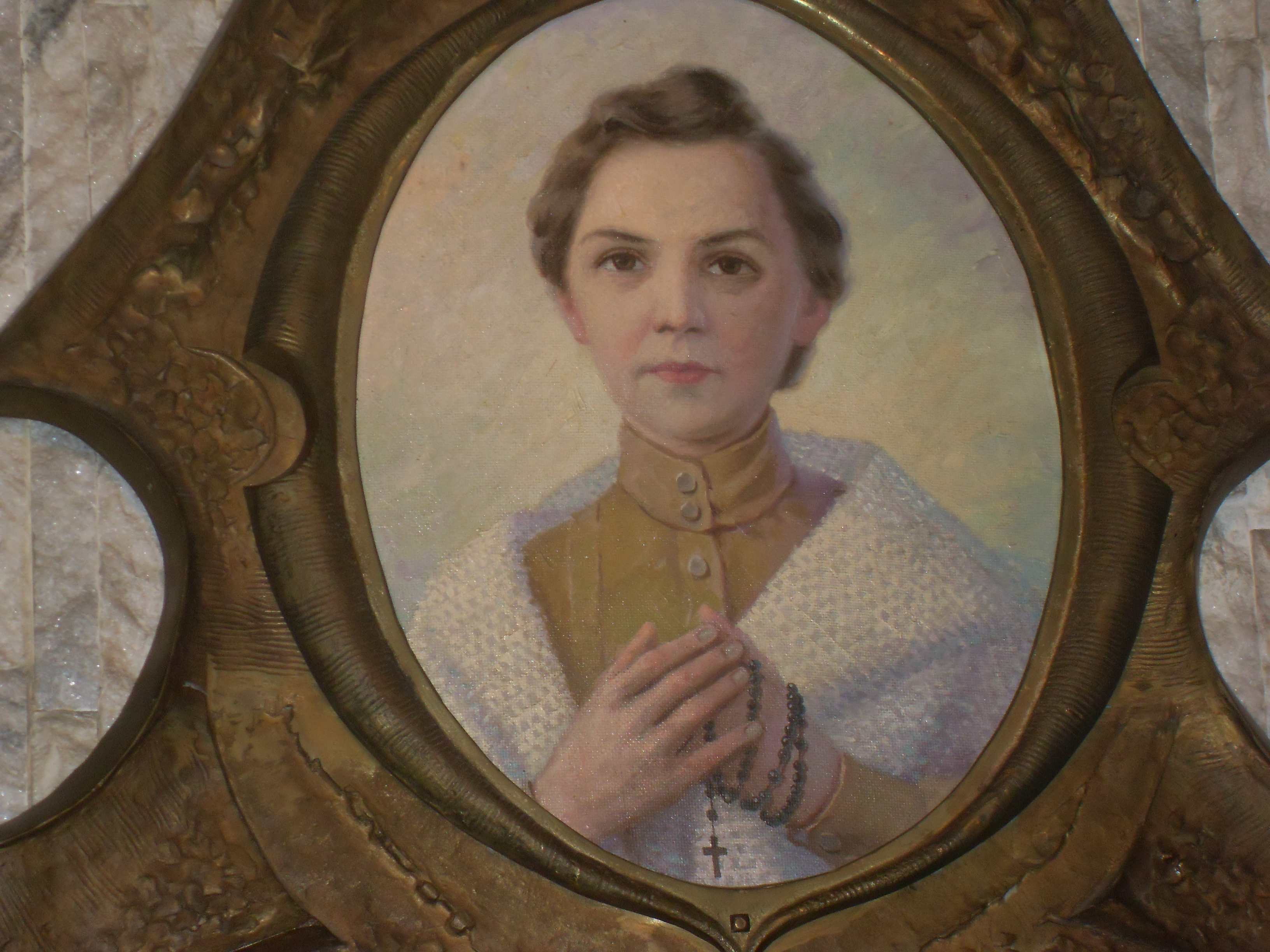
Aniela Salawa

Aniela Salawa OFS (* 9. September 1881 in Siepraw, Kronland Galizien, Österreich-Ungarn; † 12. März 1922 in Krakau, Polen) war eine polnische katholische Mystikerin und Ordensfrau. Sie wurde am 13. August 1991 in Krakau seliggesprochen.

## Leben
Aniela Salawa war das elfte Kind des Tischlers Bartholomäus Salawa und der Eva Bochenek. Sie wurde am 13. September auf den Namen Aniela (Angela = „die Engelsgleiche“) getauft. Von ihrer Mutter wurde sie zu einem gläubigen und frommen Christen der Römisch-katholischen Kirche erzogen. Sie besuchte zwei Jahre lang eine Schule. Von 1894 bis 1897 arbeitete sie als Hausmädchen bei einer ortsansässigen Familie. Danach zog sie mit ihrer Familie nach Krakau; dort arbeitete sie als Familienhelferin. Ihr Vater verlangte von ihr die Vermählung und wurde ihr gegenüber gewalttätig, aber Aniela bestand auf ihre Ehelosigkeit. Im Alter von 16 Jahren trat sie eine Dienststelle bei der Familie Kloc an. Als es seitens des Hausherrn zu sexuellen Anzüglichkeiten kam, verließ sie 1899 Krakau und trat in Podgorze eine neue Stelle an. Schon nach kurzer Zeit gab sie diese Stelle auf und ging wieder nach Krakau. Der Tod ihrer Schwester Theresia war der ausschlaggebende Moment, sich der „göttlichen Gnade“ zuzuwenden. Dabei fand sie bei ihrem Spiritual Pater Stanislaus Mieloch SJ große Hilfe und legte vor ihm das ewige Gelübde der Keuschheit ab. 1900 trat Aniela Salawa in den Verband der hl. Zita, einer Einrichtung für Hausgehilfinnen und Dienstmädchen, ein. Hier fand sie gleichgesinnte Freundinnen und Arbeitskollegen und führte ein christliches und spirituelles Leben.

## Mystikerin
1911 begann ein leidensvoller Weg, sie erkrankte, verlor ihre Mutter und auch ihre vertrauensvolle Herrin erlag dem Tod. Sie zog sich in eine einsame Welt zurück, verlor ihre Kameradinnen und wurde zu einer spirituellen Frau mit mystischem Verhalten. Diesen Lebenswandel legte sie in einem Tagebuch nieder, ihr Beichtvater beschrieb sie als eine eindeutige Mystikerin.

„Ihre „Begegnung“ mit Christus geschah um das Jahr 1912: „Ein großer Saal, mit wunderbaren Blumen geschmückt. Die Tür öffnet sich und herein schreitet Jesus, von dem eine geheimnisvolle Macht ausgeht. Unvergleichlich schön! Außergewöhnlich!“ Gegenstand des Gesprächs war die Gerechtigkeit: „Ich werde die Welt mit Gerechtigkeit strafen.“ Am 15. Mai 1912 erhielt Angela in der Kirche der Franziskaner-Konventualen das Kleid des Dritten Ordens des hl. Franziskus; am 6. August 1913 legte sie die reguläre Profess ab.“

Ab 1905 war sie bei der Anwaltsfamilie Fischer angestellt und sie wurde 1916 infolge Intrigen entlassen. In den Kriegsjahren 1914–1917 betreute sie Kranke und Verwundete und erhielt für ihre Hilfsbereitschaft den Beinamen „das heilige Fräulein“. Bereits 1917 begann sich ihre Erkrankung zu verschlimmern, sie musste 1918 ihre Arbeit einschränken und zog in eine kleine Kammer. Es begann ein langer Leidensweg, krank, arm und bereits als „Volksheilige“ verehrt, starb sie am 12. März 1922 im Spital der hl. Zita.

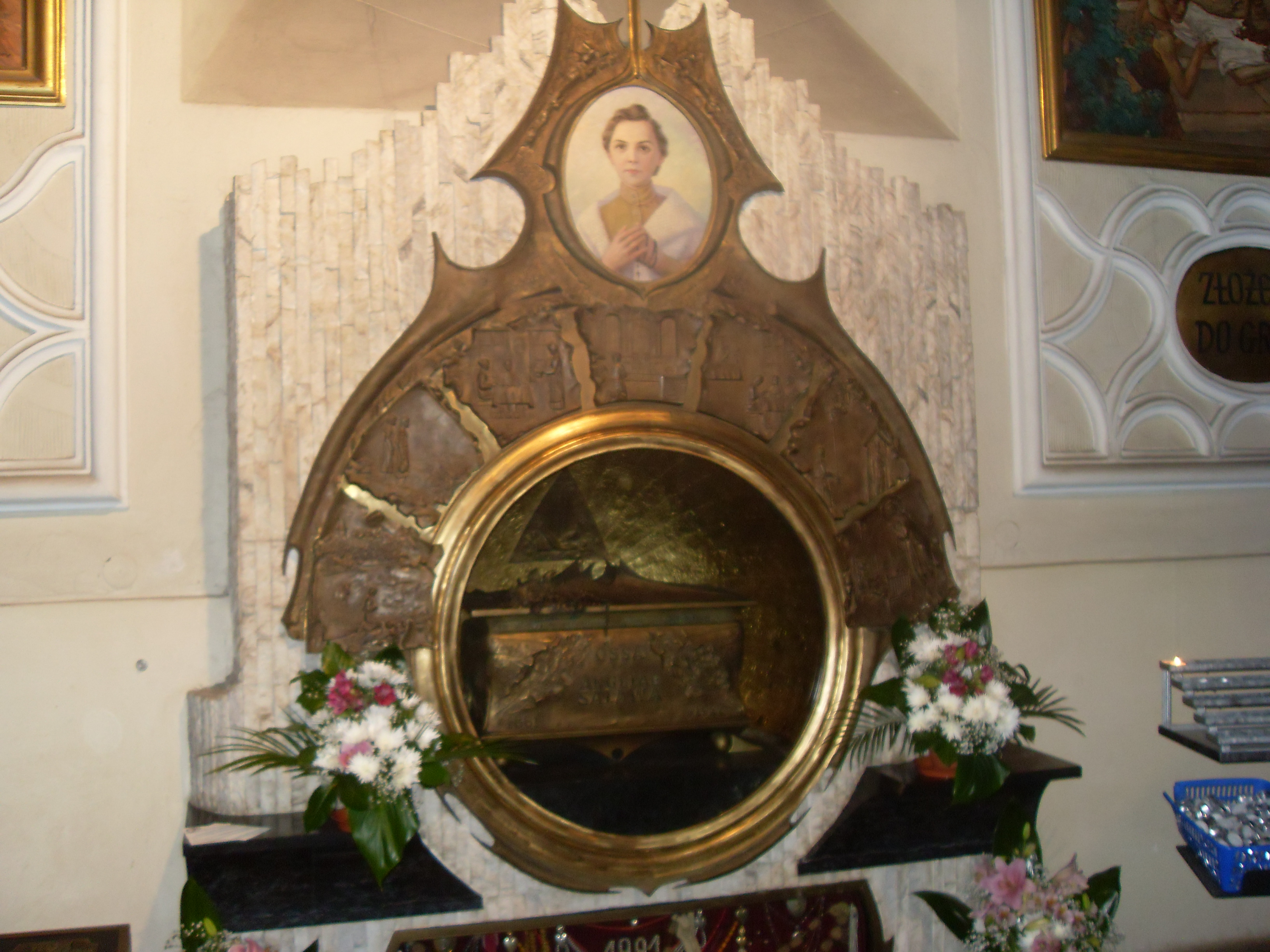
Grabesstätte in der Franziskanerkirche Krakau

## Kanonisation
Schon zu Lebzeiten und besonders am beklagenswerten Ende ihres Lebens wurde Aniela Salawa verehrt und geachtet. Am 13. Mai 1949 wurde ihre sterbliche Hülle in die Basilika des hl. Franziskus in Krakau überführt. Am 13. August 1991 wurde Angela Salawa von Papst Johannes Paul II., während seiner Polenreise, in Krakau seliggesprochen. Ihr Kirchengedenktag wurde auf den 12. März – ihren Sterbetag – festgelegt.